# Skånefederalisterne
Skånefederalisterne (Skånefederalisterna) var et politisk parti i Sverige, som stræbte efter regionalt selvstyre. 
Partiet blev stiftet i 2002 af flere fremtrædende medlemmer af Skånelandsbevægelsen.
Trods opstilling til valg i Region Skåne og nogle kommuner i Skåne har partiet ikke opnået repræsentation i regionen og kommunerne. I valget til Region Skåne fik partiet 169 stemmer i 2002, 79 stemmer i 2006 og 2 stemmer i 2010.
Federalisternes formål var at give Skåne et stærkt og permanent hjemmestyre i Sverige med ret til at udstede egne love. 
Partiet arbejdede blandt andet med en række ideer om Øresundsregionens fremtid og mener, at en kraftig forbedring af integrationen i området er nødvendig. 
Skånefederalisterne var modstandere af nationalisme og frem for alt "storsvensk" nationalisme. Dette i kombination med deres ønske om europæisk integration har mødt modstand fra Sverigedemokraterna, Nationaldemokraterna, Skånepartiet og Skånes väl, men også fra mere etablerede partier.
Partiet forsøgte at holde sig ideologisk neutralt og placerede sig politisk mellem de borgerlige og socialisterne.

## Ledelse

### Partiledere
- 2002-2003 Malte Lewan
- 2003- ? Aron Boström

### Partisekretærer
- 2002- ? Thomas Aabo